# Antonio Gómez (futbolista)
Antonio Gómez Benítez (Buenos Aires, Argentina, 14 de enero de 1950-Caracas, Venezuela, 30 de noviembre de 2019) fue un futbolista argentino nacionalizado venezolano. Jugaba de delantero y su primer equipo fue Racing Club de Argentina.

## Trayectoria
Hizo divisiones inferiores en Racing Club, debutando en la profesional el año 1969. En 1971 tuvo un paso corto por el River Plate.
En 1972 fue pedido para reforzar al club argentino San Lorenzo, en primera instancia, pero terminaría fichando por FBC Melgar, por lo que tendría su primera experiencia en el extranjero. Un año después de su llegada se convirtió en el goleador del equipo y fue nominado como el jugador revelación del torneo. En ese equipo compartió junto a sus compatriotas, Luis Fernando Bastidas y Víctor Hugo Romero, quienes conformaban la delantera titular.
En 1974 pasó a integrar el plantel de Millonarios, donde bajo la dirección de Gabriel Ochoa Uribe se convirtieron en animadores de la Primera División de Colombia, ahí también compartió equipo con un compatriota conocido, Miguel Ángel Converti, quienes se habían chocado como rivales en el futbol peruano.
Se afincó en Colombia durante esos años, pasando a jugar por el Cúcuta Deportivo, Unión Magdalena y el Deportivo Pereira.
A mediados de 1978 emigró a Europa para fichar en el Panathinaikos de Grecia, donde jugó solo una temporada, el 21 de octubre de 1978 en un partido ante Volos sale lesionado faltando nueve minutos del término del encuentro. Fue cedido al Ethnikos Piraeus para la temporada 1979-80.
En 1980 retornó a América, precisamente al fútbol estadounidense, donde es contratado por Los Angeles Aztecs.
En 1981 emigra hacía Venezuela, jugando en dos campañas por el Portuguesa de Acarigua. Disputando en su primer año la Copa Libertadores. 
Finalizó su carrera en 1986, defendiendo los colores de Marítimo, un equipo de la colonia portuguesa en Venezuela.
Luego de retirarse se graduó de entrenador y trabajo con varios clubes profesionales como asistente y director técnico en diferentes categorías. Desarrolló una amplia carrera como entrenador del fútbol menor y desarrollo en diferentes clubes sociales, escuelas y equipos profesionales ganándose el aprecio y respeto de la comunidad del fútbol venezolano.
Gómez falleció el 30 de noviembre de 2019 en la ciudad de Caracas, siendo despedido por sus familiares y amigos cercanos, junto a la Federación Venezolana de Fútbol.

## Clubes
| Club               | País           | Año       |
| ------------------ | -------------- | --------- |
| Racing Club        | Argentina      | 1969−1970 |
| River Plate        | Argentina      | 1971      |
| FBC Melgar         | Perú           | 1972−1973 |
| Millonarios        | Colombia       | 1974−1975 |
| Cúcuta Deportivo   | Colombia       | 1976      |
| Unión Magdalena    | Colombia       | 1977      |
| Deportivo Pereira  | Colombia       | 1978      |
| Panathinaikos      | Grecia         | 1978−1979 |
| Ethnikos Piraeus   | Grecia         | 1979−1980 |
| Los Angeles Aztecs | Estados Unidos | 1980      |
| Portuguesa         | Venezuela      | 1981−1982 |
| Valencia           | Venezuela      | 1983      |
| Deportivo Italia   | Venezuela      | 1984−1985 |
| Marítimo           | Venezuela      | 1986      |

## Palmarés
| Título                     | Club        | País      | Año  |
| -------------------------- | ----------- | --------- | ---- |
| Copa de Oro                | Racing Club | Argentina | 1969 |
| Supercopa Intercontinental | Racing Club | Argentina | 1969 |